# Ameiurus

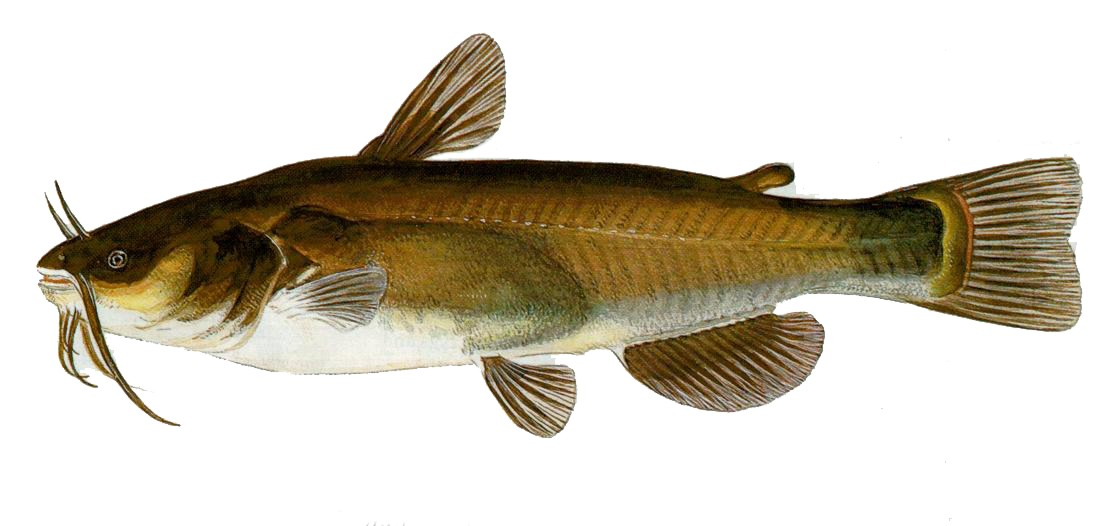
Ameiurus melas

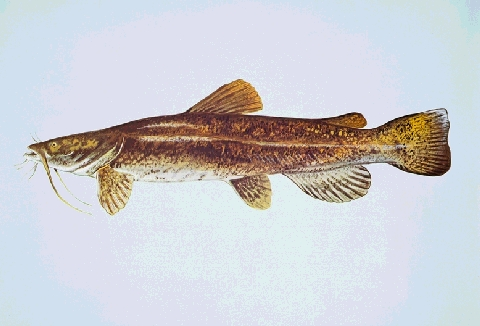
A. serracanthus

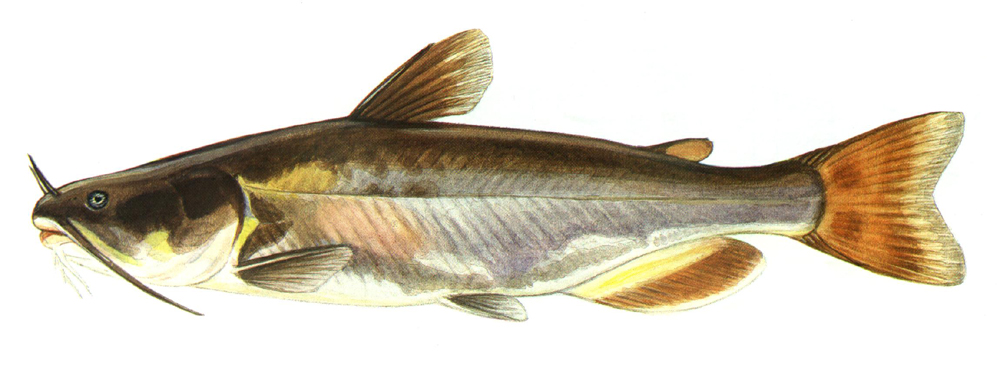
A. catus

Ameiurus è un genere di pesci ossei d'acqua dolce appartenenti alla famiglia Ictaluridae.

## Distribuzione e habitat
Questi pesci sono endemici del Nordamerica orientale, a nord fino al Canada meridionale e a sud fino alla Florida e all'estremo nord del Messico. Almeno due specie, A. melas e A. nebulosus, sono state introdotte in Europa, dove si sono naturalizzate entrando in competizione con le specie ittiche autoctone.

## Specie
- Ameiurus brunneus
- Ameiurus catus
- Ameiurus melas
- Ameiurus natalis
- Ameiurus nebulosus
- Ameiurus platycephalus
- Ameiurus serracanthus